# József Gregor
József Gregor (Budapest, 30 novembre 1963) è un ex calciatore ungherese, di ruolo attaccante.

## Carriera
Fu capocannoniere del campionato ungherese nel 1991.